# Acanto (decoración)

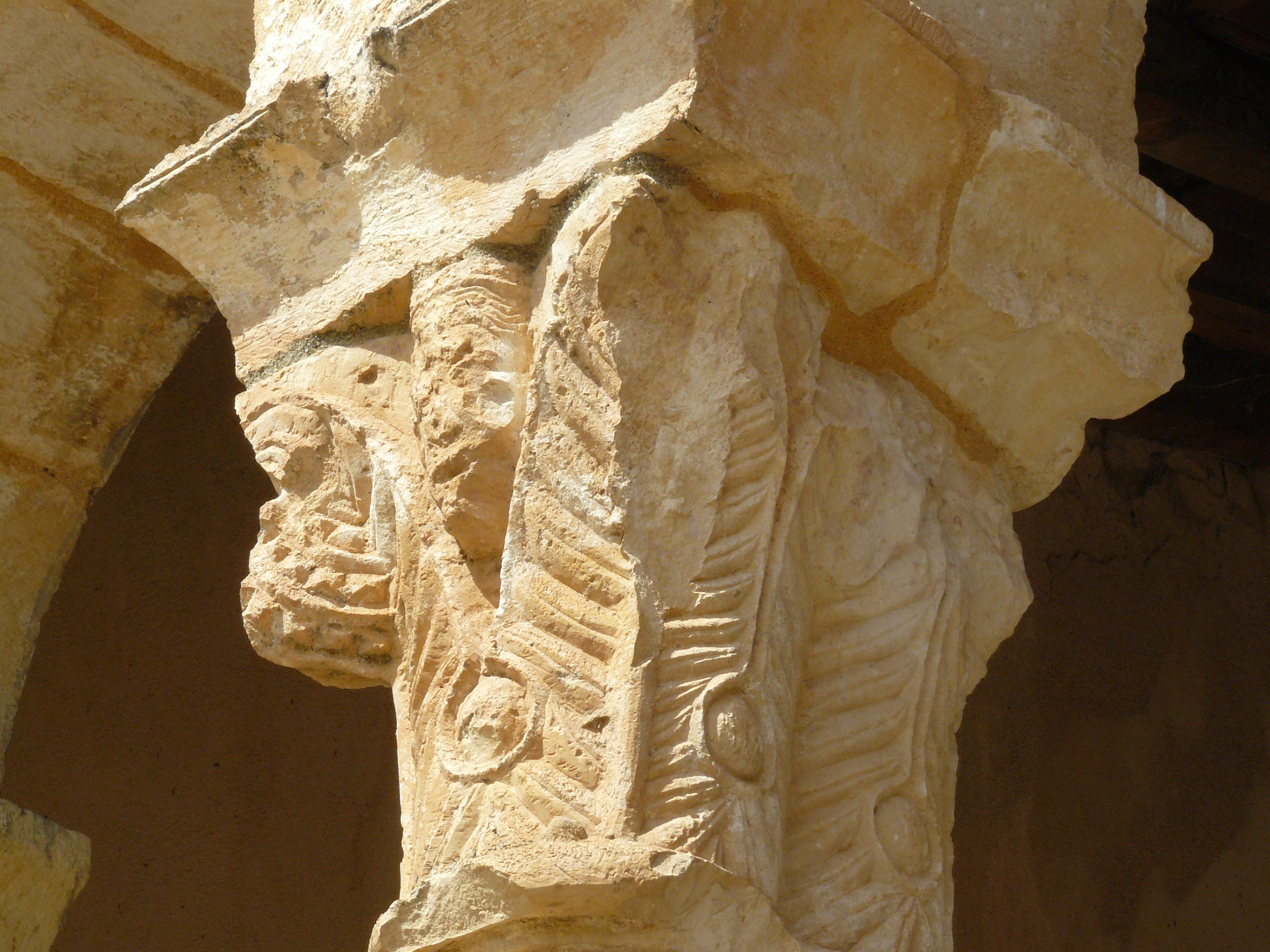
Acanto en un capitel de la Iglesia de Nuestra Señora de las Vegas, Requijada, provincia de Segovia (España).

El acanto, palabra que proviene del latín acanthum, es un elemento decorativo en el arte.
La hoja de acanto sirvió para añadir elegancia al capitel de estilo corintio, del que derivará a su vez el romano capitel compuesto, que también mantendrá la misma decoración de creación griega. Dicha aportación ornamental se atribuye ya en el siglo I a. C. por Marco Vitruvio Polión en su obra Los diez libros de Arquitectura al pintor y escultor griego Calímaco, quién vivió en Atenas entre los años 432 y 408 a. C.
El ornamento sobrevivirá a la Antigüedad clásica, reapareciendo en el gótico medieval añadiendo el detalle de tener espinas.